# Doragana
Kaiteoboeru Doragana (かいておぼえる ドラがな?, Kaiteoboeru Doragana), anche semplicemente conosciuto come Doragana, è un videogioco educativo pubblicato esclusivamente in Giappone dalla SEGA per Nintendo DS nel 2008. È ispirato al celebre manga Doraemon di Fujiko F. Fujio.
Il videogioco serve per insegnare ai bambini l'utilizzo del Katakana, dell'Hiragana, e della lingua giapponese, tramite il personaggio di Doraemon.